# هیرشرودا
هیرشرودا (به آلمانی: Hirschroda) یک منطقهٔ مسکونی در آلمان است که در بالگشتدت واقع شده‌است. هیرشرودا ۱۸۱ نفر جمعیت دارد.